# Carlos Larios

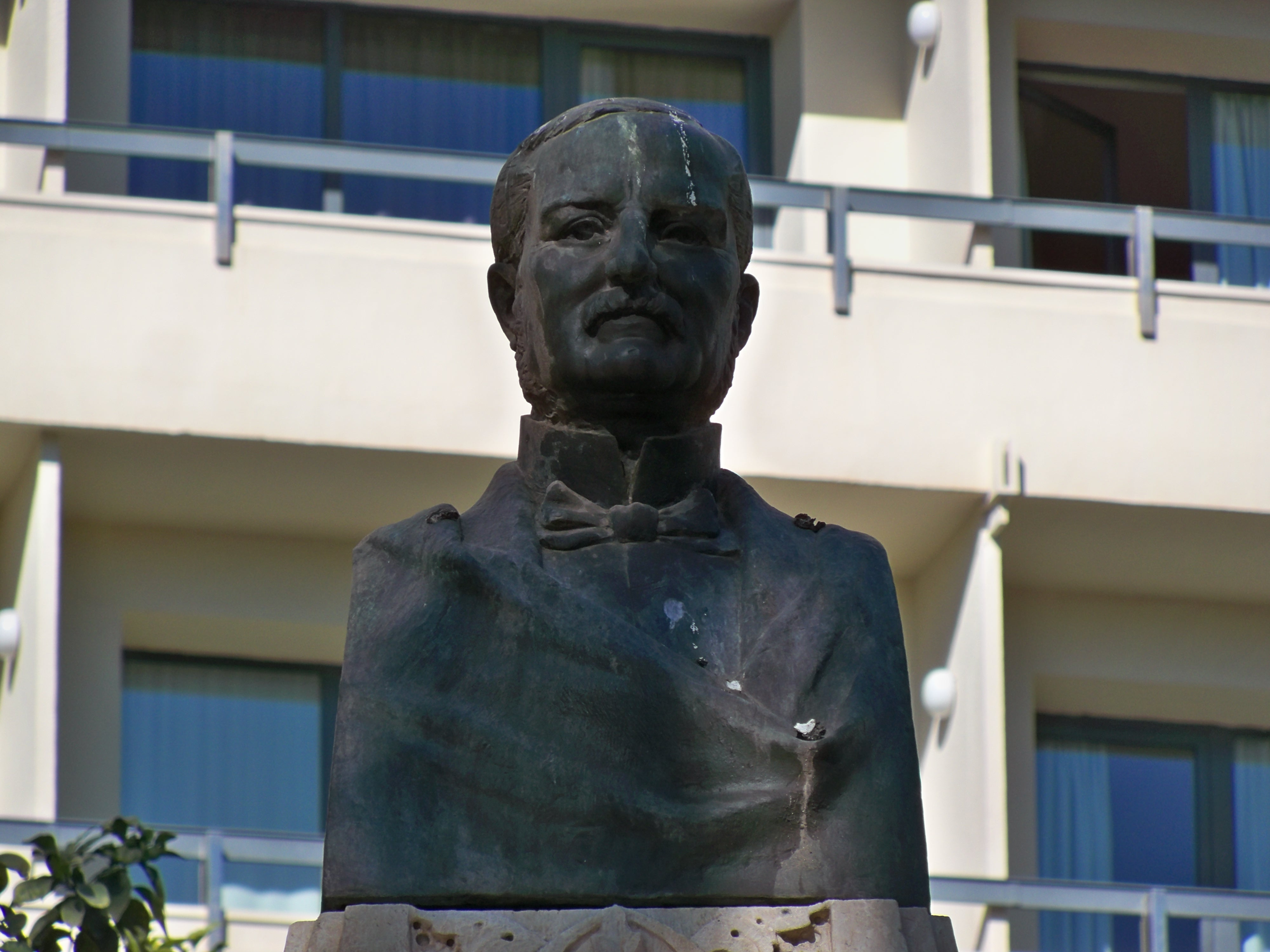
Monumento al marqués de Guadiaro en el parque de Málaga

Carlos Larios Martínez de Tejada (Málaga, 1816-Málaga, 1896) fue un empresario y político español, primer marqués de Guadiaro.

## Biografía
Nació el 5 de noviembre de 1816 en la ciudad de Málaga. Entre los negocios que impulsó Larios, descrito como «banquero, fabricante, industrial y opulento capitalista», se encontró la fábrica de tejidos La Aurora. Se casó en 1856 con la gibraltareña Amalia Larios Tashara, de quien era primo hermano y de quien enviudó en 1870. Miembro del partido conservador, como político ocupó, entre otros, el cargo de presidente de la Diputación Provincial de Málaga, además del de senador por la provincia de Málaga. Dedicado también al mecenazgo artístico, falleció el 22 de enero de 1896 y fue sepultado en el cementerio de San Miguel.